# Raul Nałęcz-Małachowski
Raul Nałęcz-Małachowski herbu Nałęcz, także: Raoul Malachowski (ur. 1 stycznia 1916 w Helsinkach, zm. 8 września 2014 w Santiago de Chile) – polski działacz polonijny i niepodległościowy, artysta, scenarzysta i kostiumograf.

## Życiorys
Raul Nałęcz-Małachowski pochodził z polsko-szwedzkiej rodziny o korzeniach arystokratycznych (herb Nałęcz). W latach 1916–1920 mieszkał w Helsinkach. Następnie wraz z rodziną przeprowadził się do Zakopanego, a później do Łodzi, gdzie jego ojciec Stanisław Nałęcz-Małachowski – przyjaciel Józefa Piłsudskiego, został dowódcą Okręgu Korpusu nr IV. Rodzina w Łodzi zamieszkała w pałacu Alfreda Biedermanna. Raul Nałęcz-Małachowski ukończył I Liceum Ogólnokształcące im. M. Kopernika w Łodzi, następnie uczył się w Centrum Wyszkolenia Kawalerii w Grudziądzu, kończąc je w stopniu podchorążego rezerwy. W 1937 podjął studia w Wyższej Szkole Handlowej w Poznaniu, gdzie był członkiem korporacji akademickiej „Corona”. Ze studiów zrezygnował, a dzięki koneksjom ojca podjął praktykę w polskim konsulacie w Hamburgu, gdzie uczył się dyplomacji i języka niemieckiego.
Po wybuchu II wojny światowej uczestniczył wraz z ojcem w obronie Modlina. Tam jego ojciec dostał się do niewoli, zaś Raul Nałęcz-Małachowski zbiegł. Dwukrotnie przeżył bombardowania w trakcie powrotu do Łodzi. Po dotarciu do rodzinnego miasta zajął opuszczoną siedzibę PCK i mianował siebie dyrektorem placówki. Zaczął używać znalezionych pieczątek i zawiadamiał oficjalnymi listami do Czerwonego Krzyża w Genewie o aresztowanych, zabitych i represjonowanych. Ponadto wystawiał legitymacje PCK swoim znajomym, którzy równie zaangażowali się w działania, niosąc pomoc chorym, rannym i ukrywającym się. Działalność utrzymał do końca 1940. Następnie zajął się pracą w fabryce Leonarda w Łodzi przy ul. Łąkowej, propagując jednocześnie polską sztukę i kulturę, organizując koncerty i wystawy obrazów polskich twórców.
Za działalność został aresztowany wraz ze swoją matką przez Gestapo i więziony w więzieniach w Łodzi: na Sterlinga i na Radogoszczu. Następnie przeniesiono go do obozu KL Mathausen-Gusen, gdzie zmuszono go do pracy w kamieniołomie. 5 maja 1945 doczekał wyzwolenia obozu przez Amerykanów, następnie został wcielony do II Korpusu Wojska Polskiego we Włoszech. Po II wojnie światowej przeniósł się do Belgii, gdzie zajął się działalnością charytatywną – niósł pomoc prześladowanym, zagrożonym represjami, procesami i zsyłkami, pomagał im m.in. w ucieczkach na Zachód. Ponadto zatrudnił się jako scenograf i kostiumograf w Operze de Amberes oraz organizował wystawy swoich obrazów.
Z czasem jego zespół teatralny otrzymał zaproszenie do Teatro Municipal w Santiago. W maju 1950 artyści dotarli do portu Valparaiso. Po odbytym tournée postanowił pozostać w Chile i nie wracać do Europy. W Santiago skupił się na działalności artystycznej, zaczynając od współpracy ze Związkiem Kobiet i Dziewcząt Chrześcijańskich (YWCA). Jego pierwsza wystawa w Chile dotyczyła tematyki obozów koncentracyjnych i została negatywnie przyjęte przez Niemców zamieszkujących Amerykę Południową, którzy usiłowali zniszczyć pracę Nałęcza-Małachowskiego. Wywołany skandal wpłynął na wzrost popularności artysty, zainteresowanie jego pracami oraz rozpoznawalność. Z czasem artysta poszerzył swoją działalność malując dekoracje i murale w restauracjach i hotelach, w tym m.in. w: Hotelu Carrera i Teatrze Mariola w Santiago, Hotelach O’Higgins, San Martin i Miramar w Viña del Mar oraz Hotelu Prat w Valparaiso. Ponadto zajmował się ręcznym malowaniem spódnic, zdobiąc je motywami kwiatowymi i ptakami. Nałęcz-Małachowski założył również kawiarnię artystyczną „Gato Negro” w Valparaiso. Liczne prace Nałęcza-Małachowskiego prezentowane były w wielu chilijskich galeriach, jak również w Paryżu, Szwajcarii i Polsce. Jego prace malarskie obejmowały m.in. obrazy olejne i akwarele, przedstawiające życie nocne Valparaiso, szkice o tematyce wojennej oraz portrety. Częstym tematem jego prac byli polscy bohaterowie narodowi, m.in. T. Kościuszko, A. Mickiewicz, F. Chopin, J. Piłsudski – część prac o tej tematyce podarował Ambasadzie RP w Santiago de Chile.
W latach 1989–1990 był Przedstawicielem Rządu Rzeczypospolitej na Uchodźstwie w Chile.

## Życie prywatne
Raul Nałęcz-Małachowski był synem generała Stanisława Nałęcza-Małachowskiego (1882–1971) oraz Szwedki, malarki Anny Lisy z d. Pettersen(1892–1944), wnuczki poety Wiktora Rydberga. Anna Lisa Pettersen została zamordowana przez Niemców, prawdopodobnie w Łodzi w 1944. W 1952 do Nałęcza-Małachowskiego na emigracji dołączył jego ojciec, który zmarł na emigracji w 1971.
Nałęcz-Małachowski utrzymywał, że przez całe życie miał wyłącznie polskie obywatelstwo. Zmarł w Chile. Został pochowany w grudniu 2014 w grobie matki w części ewangelickiej Starego Cmentarza w Łodzi.

### Obecność w kulturze
W 1992 powstał biograficzny film dokumentalny nt. Raula Nałęcza-Małachowskiego, „Polski latarnik z Santiago” w reżyserii Zygmunta Skoniecznego, a w 1998 ten sam reżyser nakręcił drugi film o Nałęczu-Małachowskim „Człowiek dwóch kontynentów”.
Raul Nałęcz-Małachowski został opisany w biografii autorstwa Aleksandry Pluty „Raul Nałęcz-Małachowski. Wspomnienia z dwóch kontynentów”.

## Odznaczenia
- Krzyż Komandorski Orderu Odrodzenia Polski z 4 marca 1992 roku (nr 87-92-2).
- Krzyż Kawalerski Orderu Odrodzenia Polski (nadany przez Rząd Rzeczypospolitej na Uchodźstwie). Dekretem z 11 listopada 1990 wpisany w poczet Kawalerów Orderu Odrodzenia Polski za całokształt pracy niepodległościowej na stanowisku Delegata Rządu w Chile,
- Krzyż Zasługi za obronę Warszawy w 1939,
- Odznaka Honorowa PCK II stopnia (nr 118525) z dnia 8 października 1991.
- Odznaka „Weteran Walk o Wolność i Niepodległość Ojczyzny” z 30 października 1996,
- Odznaka honorowa „Zasłużony dla Kultury Polskiej” (nr 406/98) z 2 listopada 1998,
- Medal „Pro Memoria” (nr 379/05) z 30 marca 2005[8].